# Korneuburg

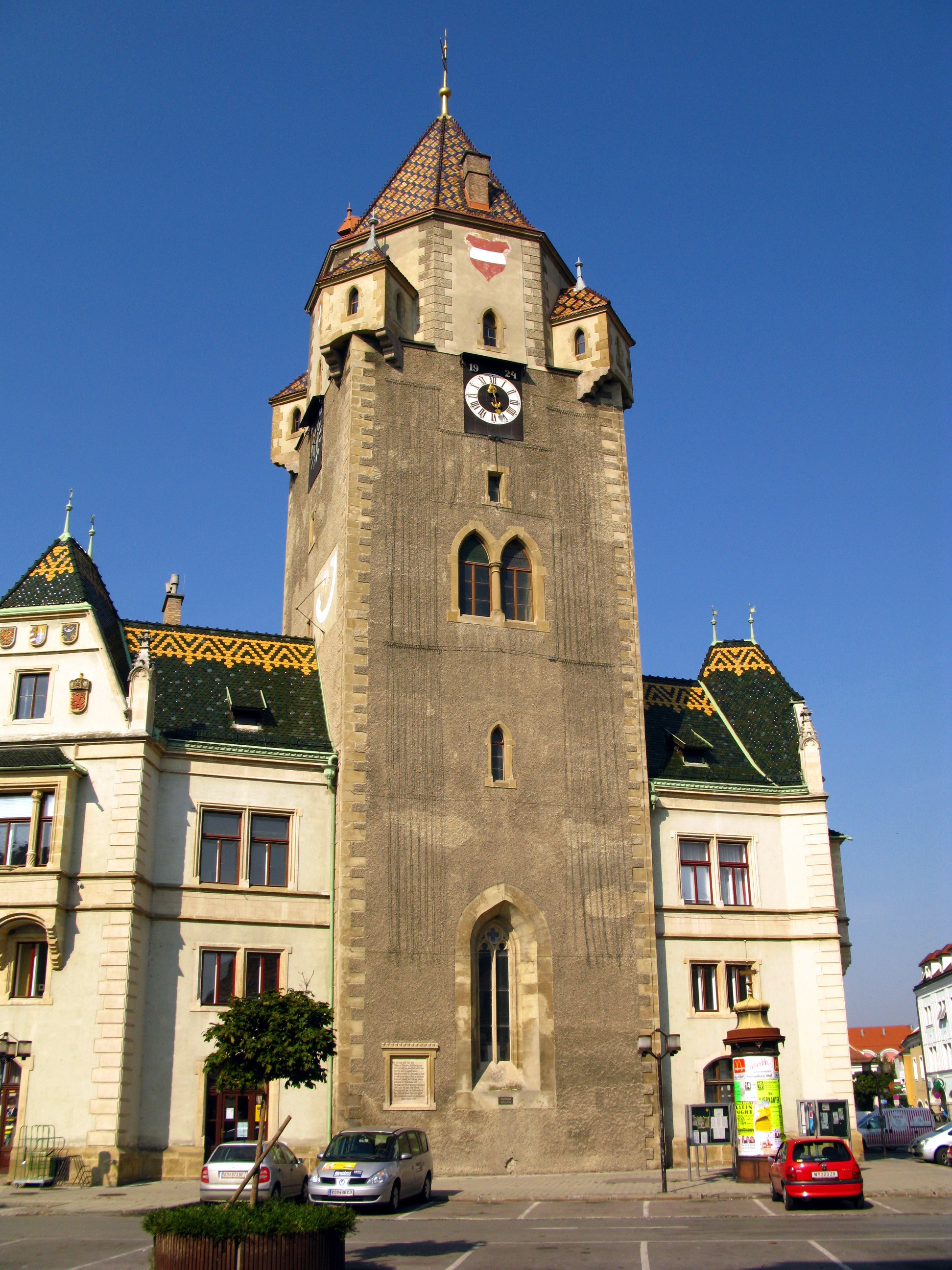
Rådhuset med det gamla stadstornet.

Korneuburg är en stadskommun i det österrikiska förbundslandet Niederösterreich. Det är huvudorten i distriktet med samma namn. Kommunen har 13 719 invånare (2024).
Korneuburg är beläget 12 km nordväst om Wien vid floden Donau.

## Historia
Korneuburg omnämndes för första gången 1136 i ett skriftligt dokument. Då bildade Korneuburg tillsammans med Klosterneuburg orten Nivenburg. 1220 blev de två samhällena på båda sidorna av Donau självständiga och 1298 fick Korneuburg stadsrättigheter. Staden som är belägen vid en under medeltiden viktig Donauövergång utvecklades till handelsstad (salt, vin och spannmål).
Korneuburg byggdes också ut till viktig landsfurstlig fästning där det utkämpades hårda strider under de olika krigen (t.ex. Trettioåriga kriget, Wiens belägring 1683, Napoleonkrigen). Under andra världskriget förstördes stora delen av staden.

## Stadsbild och sevärdheter
Korneuburgs stadsplan följer schlesisk förebild med ett stort rektangulärt torg i centrum som omsluter rådhuset och några bostadshus. Dagens nygotiska rådhus är från 1894 och inkorporerar det gamla sengotiska stadstornet från 1440-47. På torget står trefaldighetskolonnen, en barock pestkolonn. Vid den före detta stadsmuren står den sengotiska stadskyrkan som byggdes under 1300- och 1400-talen och försågs med ett nygotiskt torn under 1800-talet. Augustinerkyrkan tillhörde ett Augustineremitkloster. Den invigdes på 1770-talet och har betydande barock- och rokokoinventarier.
Korneuburg har ett stadsmuseum.

## Politik
| Kommunvalen i Korneuburg 2015 | Kommunvalen i Korneuburg 2015 | Kommunvalen i Korneuburg 2015 | Kommunvalen i Korneuburg 2015 | Kommunvalen i Korneuburg 2015 |
| ----------------------------- | ----------------------------- | ----------------------------- | ----------------------------- | ----------------------------- |
|                               |                               |                               |                               |                               |
| Partier                       | Andel                         |                               | Antal                         | Mandat                        |
| Folkpartiet                   | 56,99 %                       |                               | 3687                          | 22                            |
| Folkpartiet                   | +9,43 %                       |                               | +674                          | +4                            |
| Socialdemokraterna            | 24,89 %                       |                               | 1610                          | 9                             |
| Socialdemokraterna            | -10,67 %                      |                               | -643                          | -5                            |
| De gröna                      | 10,39 %                       |                               | 672                           | 4                             |
| De gröna                      | +0,82 %                       |                               | +66                           | +1                            |
| Frihetspartiet                | 5,64 %                        |                               | 365                           | 2                             |
| Frihetspartiet                | -0,18 %                       |                               | -4                            | ±0                            |
| Övriga partier                | 2,09 %                        |                               | 135                           | 0                             |
| Övriga partier                | +0,61 %                       |                               | +41                           | ±0                            |
| Ogiltiga röster               | 1,69 %                        |                               | 111                           |                               |
| Ogiltiga röster               | +0,27 %                       |                               | +20                           |                               |
| Valdeltagande                 | 60,04 %                       |                               | 6580                          | 37                            |
| Valdeltagande                 | -0,67 %                       |                               | +154                          | ±0                            |

## Näringsliv och kommunikationer
Korneuburg är industri- och handelsstad.
Korneuburg ligger vid motorvägen A22. Parallellt med motorvägen går riksvägen B3 genom staden. Där ansluter riksvägen B6 från Laa an der Thaya och den tjeckiska gränsen.
Tack vare närheten till Wien är de allmänna kommunikationerna väl utbyggda. Regionaltåg och pendeltåg tar cirka 10 minuter till Wien.

## Kända personer från Korneuburg
- Kurt Binder, fysiker
- Nico Dostal, tonsättare
- Johann Georg Lickl, tonsättare
- Max Burckhard, jurist och författare